# Silnice I/60
Silnice I/60 je česká silnice I. třídy vedoucí na severu Olomouckého kraje. Její celková délka činí 32,802 km. Silnice začíná v Jeseníku na křižovatce s cestou I/44 a vede přes Lipovou-lázně, Žulovou a Javorník na hraniční přechod do Polska (Bílý Potok – Paczków).

## Modernizace silnice
| Číslo | Název              | Délka | Kategorie | Zahájení výstavby | Uvedení do provozu | Křižovatky |
| ----- | ------------------ | ----- | --------- | ----------------- | ------------------ | ---------- |
| M54   | Javorník – obchvat | 5 km  | 9,5/60    | 06/2009           | 11/2012            |            |

## Fotogalerie

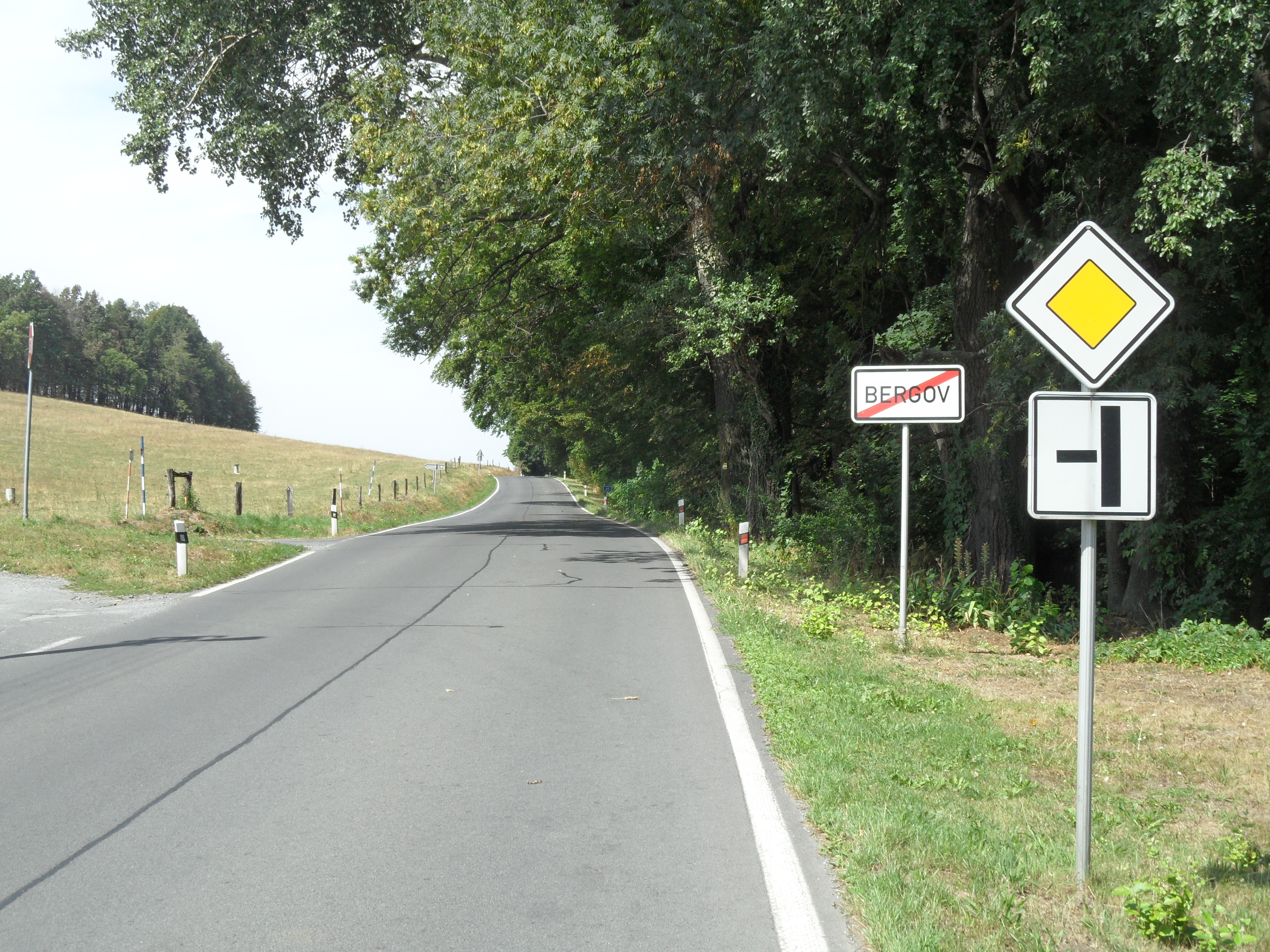
Výjezd z obce Bergov (směr Javorník)
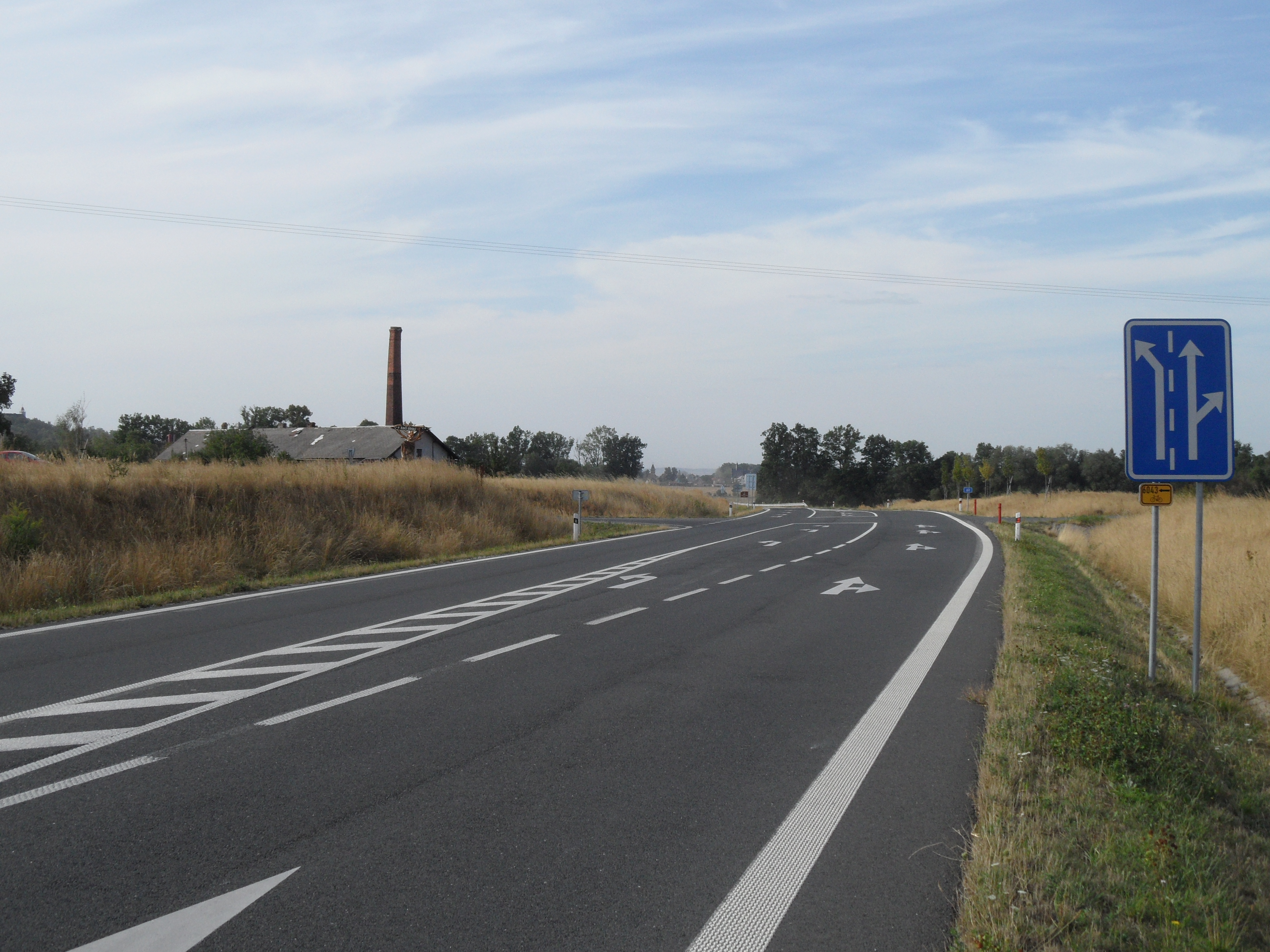
Křižovatka s odbočkou do obce Horní Fořt